# ジャック・フィリップ・マリー・ビネ
ジャック・フィリップ・マリー・ビネ（Jacques Philippe Marie Binet、1786年2月2日 - 1856年5月12日）は、フランスの数学者、物理学者、天文学者である。レンヌで生まれ、1856年にパリで亡くなった。彼は数論への重要な貢献をし、行列代数の論理的基礎にも大きく貢献し、後にアーサー・ケイリーなどによる重要な発展へとつながった。彼は共役軸と物体の慣性モーメントの理論に関する論文で、後にビネの定理として知られる原理を列挙した。また、彼は1812年に行列の乗算方法を初めて記述したことで認識されており、ビネの公式として知られるフィボナッチ数を閉じた形で表現する公式も、彼の名前にちなんで名付けられた。ただし、同じ結果は1世紀前にアブラーム・ド・モアブルによっても知られていた。

## 経歴
ビネは1806年にエコール・ポリテクニークを卒業し、1807年に教師として戻り、1816年に学習監督官になった。彼はこの職を1830年11月13日まで務めたが、その後、フランスの新たな国王ルイ・フィリップによって解任された。これはおそらく、ビネが前国王シャルル10世を強く支持していたためと考えられている。1823年には、ビネがドランブルの後任としてフランスのコレージュ・ド・フランスの天文学の教授職に就いた。彼は1821年にレジオンドヌール勲章のシュヴァリエ（Chevalier）に任命され、1843年にはフランス科学アカデミーに選出された。

## ビネの公式
フィボナッチ数列は以下のように定義される：
- {\displaystyle u_{0}=0}
- {\displaystyle u_{1}=1}
- {\displaystyle u_{n}=u_{n-1}+u_{n-2},{\text{ for }}n>1}

ビネの公式は閉じたn次の形であらわされる:
{\displaystyle u_{n}={\frac {(1+{\sqrt {5}})^{n}-(1-{\sqrt {5}})^{n}}{2^{n}{\sqrt {5}}}}}      